# Hadena secedens
Hadena secedens là một loài bướm đêm trong họ Noctuidae.